# Саліхово (Чишминський район)
Салі́хово (рос. Салихово, башк. Сәлих) — село у складі Чишминського району Башкортостану, Росія. Входить до складу Алкінської сільської ради.
Населення — 252 особи (2010; 282 в 2002).
Національний склад:
- татари — 94 %